# Río Bornova
El Bornova es un curso de agua del interior de la península ibérica, afluente por la derecha del río Henares y perteneciente a la cuenca del Tajo. El río, que discurre por la provincia española de Guadalajara, nace en la sierra de Alto Rey de la unión de varios arroyos cerca de Condemios de Abajo, aunque a veces se considera como nacimiento el río de Manadero, su primer afluente por la izquierda con caudal permanente.

## Curso
Tiene un recorrido norte sur y atraviesa varios núcleos de población como Hiendelaencina, San Andrés del Congosto o Membrillera. Sus principales afluentes son los ríos Manadero y Pelagallinas, ambos en su curso alto, y el río Cristóbal, en su curso medio. En su curso medio se encuentra el embalse de Alcorlo. Desemboca en el río Henares entre Jadraque y Carrascosa de Henares.
Existe un proyecto de trasvase desde el río Sorbe para mejorar la garantía de suministro a los municipios abastecidos por la Mancomunidad de Aguas del Sorbe, utilizando la capacidad de regulación del embalse de Alcorlo. En las variantes de este proyecto se planteó la captación en distintos puntos del río Sorbe y el vertido, dependiendo del origen, en el río Cristóbal, en el arroyo Rihondo, en la cola del embalse de Alcorlo o en el propio vaso, que fue la alternativa elegida, si bien el proyecto recibió una calificación negativa de impacto ambiental.
Aparece descrito en el cuarto volumen del Diccionario geográfico-estadístico-histórico de España y sus posesiones de Ultramar de Pascual Madoz de la siguiente manera:

BORNOVA: r. en la prov. de Guadalajara, part. jud. de Atienza (V. este art.), luego que entra en el de Cogolludo, desagua en el de Henares por el térm. de Membrillera, mas abajo del cas. de su propio nombre.
(Madoz, 1846, p. 413)